# Voglio ballare con te
Voglio ballare con te è un singolo della rapper italiana Baby K, pubblicato il 2 giugno 2017 come primo estratto dal terzo album in studio Icona.

## Descrizione
Il brano è stato prodotto dal duo Takagi & Ketra (produttori di Roma-Bangkok) e ha visto la partecipazione vocale del cantante spagnolo Andrés Dvicio. Parlando del singolo, Baby K ha dichiarato:

## Video musicale
Il videoclip del brano è stato pubblicato il 15 giugno 2017 attraverso il canale YouTube della cantante. Nel video i due cantanti ballano a ritmo della loro nuova canzone, i paesaggi si alternano tra un falò in spiaggia ed una corsa in quad e in bicicletta.
Il video è stato girato nelle Dune di Piscinas, spiaggia del comune di Arbus in Sardegna, e a Barcellona, Palma di Maiorca e Città del Messico.

## Tracce
Download digitale – versione italiana
1. Voglio ballare con te (feat. Andrés Dvicio) – 2:46

Download digitale – versione spagnola
1. Locos valientes (feat. Andrés Dvicio) – 2:43

## Classifiche
| Classifica (2017) | Posizione massima |
| ----------------- | ----------------- |
| Italia            | 2                 |
| Svizzera          | 20                |

### Classifiche di fine anno
| Classifica (2017) | Posizione |
| ----------------- | --------- |
| Italia            | 13        |